# Julián López Milla
Julián López Milla (Almansa, 11 de mayo de 1971) es un político y profesor universitario español. Es profesor titular de Economía Aplicada de la Universidad de Alicante y sirvió como secretario general de Infraestructuras del Ministerio de Fomento entre marzo de 2019 y junio de 2020. Asimismo, es diputado del PSOE al Congreso de los Diputados por Alicante.

## Biografía
Nació el 11 de mayo de 1971 en Almansa. Se licenció (1994) y doctoró (1999) en Ciencias Económicas y Empresariales por la Universidad de Alicante, donde obtuvo los premios extraordinarios de licenciatura (1996) y doctorado (2000). Su principal línea de trabajo es el análisis de los procesos de liberalización en el sector eléctrico en diversos países, especialmente en Reino Unido y España. En este ámbito ha publicado artículos en diversas revistas especializadas y en la actualidad imparte docencia sobre Regulación Económica de los Servicios Públicos en el grado en Economía, así como un curso sobre la misma materia en el doctorado del Departamento de Análisis de Economía Aplicada de la Universidad de Alicante.
Fue nombrado asesor en asuntos económicos y financieros en la Secretaría General de Infraestructuras del Ministerio de Fomento, en 2009 y 2010. En 2011 se convirtió en diputado en las Cortes Valencianas como fichaje del PSPV-PSOE. En las elecciones autonómicas de 2015 volvió a ser elegido diputado pero renunció a su escaño en julio de 2015 tras su nombramiento como secretario autonómico de Modelo Económico y Financiación en la Consejería de Hacienda y Modelo Económico de la Generalidad Valenciana.
Tras unos meses como secretario autonómico, dimitió para representar al PSOE en las elecciones generales de España de 2015 como cabeza de lista al Congreso de los Diputados por Alicante. Ocupó el cargo de secretario general de Infraestructuras del Ministerio de Fomento entre marzo de 2019 y junio de 2020.